# Louis de Sacy
Louis de Sacy (ur. 1654 w Paryżu, zm. 26 października 1727) – adwokat paryski.
Często przebywał w salonie literackim Madame de Lambert, która darzyła go wielkim poważaniem i przywiązaniem. Napisał Traktat o Przyjaźni (Traité de l’amitié) i Traktat o Chwale (Traité de la gloire). Był tłumaczem z łaciny. W latach 1699–1701 przetłumaczył listy Pliniusza Młodszego. Charles Perrault wprowadził go do Akademii Francuskiej w 1701 r. (de Sacy zajmował fotel 2).